# Festival Internacional de Cine de Lebu
El Festival Internacional de Cine de Lebu (FICIL) es un festival de cine que se realiza anualmente desde 1999 en la ciudad chilena de Lebu, Provincia de Arauco. 

## Historia
Se realiza todos los veranos al interior de la Caverna de Benavides, y es uno de los festivales de cine más importantes de Chile y el más importante de la Región del Biobío.
En los últimos años, la presentación del festival se ha extendido al extranjero, creándose subsedes de este en otros países, como Argentina, Cuba, España y México.
Los ganadores recibían originalmente como premio de este festival la estatuilla «Caverna de Benavides». Desde 2013, el premio principal cambió por la estatuilla «Cine Lebu».
A partir de su versión número 18, se transforma en el primer festival de cine de Chile en ser calificador de cortometrajes para los Premios Oscar, de esta manera los cortometrajes ganadores de las categorías Ficción Internacional, Ficción Regional y Animación Internacional pasarán a formar parte de la preselección de la cual saldrán los cortometrajes que competirán por el premio otorgado por la Academia de las Artes y las Ciencias Cinematográficas de Hollywood.

## Ediciones
| Ed.   | Año  | Mejor Documental                                 | Mejor Documental            | Mejor Cortometraje          | Mejor Cortometraje        |
| Ed.   | Año  | Internacional                                    | Regional                    | Internacional               | Regional                  |
| ----- | ---- | ------------------------------------------------ | --------------------------- | --------------------------- | ------------------------- |
| X     | 2010 | Laguna negra                                     | Registro de existencia      | Brainstorn                  | Praxis                    |
| XI    | 2011 | Cuatro esquinas                                  | Jaula                       | Ambiente familiar           | Aburrido                  |
| XII   | 2012 | Memorias del viento                              | Las 3 B                     | La media pena               | Con lo que tenga a mano   |
| XIII  | 2013 | El violinista de Auschwitz                       | Road to Socoroma            | San Juan la noche más larga | El salto de la princesa   |
| Ed.   | Año  | Mejor Documental                                 | Mejor Documental            | Mejor Película de Ficción   | Mejor Película de Ficción |
| Ed.   | Año  | Internacional                                    | Regional                    | Internacional               | Regional                  |
| XIV   | 2014 | The Devil                                        | El ovejero                  | The Heat                    | Calma'                    |
| XV    | 2015 | Voces en el aire                                 | Primer round                | A Serious Comedy            | Las horas y los siglos    |
| XVI   | 2016 | Niewidizialni                                    | Ecos del carnaval           | El jardín de las delicias   | Manzanas amarillas        |
| XVII  | 2017 | Siguiendo la línea: la historia de Ricardo Prado | Mala pesca                  | Le Mecene                   | El hombre eléctrico       |
| XVIII | 2018 | Muñecas bravas                                   | Mala pesca                  | Red Light                   | Descansar                 |
| XIX   | 2019 | -                                                | La Lluvia fue testigo       | 9 Pasos                     | Abisal                    |
| XXI   | 2021 | 3 Logical Exits                                  | El Cielo se Puso Gris       | A la Cara                   | Solo Cerca del Mar        |
| XXII  | 2022 | -                                                | Memoria viva                | Frank and Emmet             | En el cielo me dejas caer |
| XXIII | 2023 | Aents: identidad y territorio                    | Marzo El Marero             | Tonser                      | Bivalva                   |
| XXIV  | 2024 | Le Grenade Noire                                 | Aurora de Chile             | ALMA                        | Yaya                      |
| XXV   | 2025 | Po Fentanilio                                    | La casa, el lago y el trigo | Ángulo Muerto               | Marahoro                  |